# Antro pilorico
L'antro pilorico è la parte finale dello stomaco in rapporto di continuità con lo sfintere pilorico e quindi il duodeno (caudalmente) e il corpo dello stomaco (cranialmente).

## Anatomia e fisiologia
L'antro pilorico è situato fra il corpo dello stomaco e il canale pilorico. Questa porzione dello stomaco prende rapporti anteriormente con il fegato e inferiormente col colon traverso. Ospita un gran numero di ghiandole tubulari composte a secrezione mucosa necessarie per proteggere la mucosa dai danni dovuti alla secrezione di acido (cellule parietali) e enzimi digestivi (cellile principali). La localizzazione di ghiandole mucose in tale porzione dello stomaco ha una spiegazione prettamente funzionale: il contenuto gastrico tende a ristagnare nella regione antrale fintanto che non è pronto per essere assimilato dall'intestino e quindi è proprio l'antro a patire di più i danni causati dai succhi gastrici.

## Patologia
L'antro pilorico è spesso colpito sia da fenomeni di gastrite cronica (tipo B e tipo AB) con rischio di degenerazione neoplastica che da gastropatie reattive e ulcera peptica. La patologia dell'antro pilorico è fortemente correlata all'infezione da Helicobacter. Questo patogeno causa danno alla mucosa in diversi modi:
-Aumento del tono arteriolare e microtrombosi da attivazione piastrinica con conseguente rallentamento del flusso ematico e ischemia
-Aumento del pH gastrico
-Rallentamento dello svuotamento gastrico
-Riduzione del turnover della mucosa
-Danno diretto dovuto a tossine batteriche e indiretto dovuto a richiamo di elementi della serie bianca
I quadri di gastrite cronica sono relativamente simili tra loro, in quanto presentano tutti un certo grado di atrofia ghiandolare, fibrosi reattiva, infiltrato linfocitomacrofagico (componente cronica) e polimorfonucleato (componente attiva). Ciò che cambia tra il quadro di gastrite cronica antrale (tipo B) e la atrofica multifocale (tipo AB) è la disposizione delle lesioni e la loro profondità. La gastrite di tipo B tende a coinvolgere in modo quasi esclusivo l'antro e determina per lo più un quadro di atrofia superficiale delle ghiandole con forte risposta infiammatoria ed è dovuto quasi esclusivamente a H.Pilorii. È molto frequente la presentazione di un'ulcera peptica della mucosa. La gastrite di tipo AB invece tende ad essere multifocale, presenta completa atrofia e involuzione delle strutture ghiandolari con un quadro avanzato che somiglia molto a quello della gastrite di tipo A (non si assiste tuttavia facilmente a deficit di B12 in questa forma).
L'antro è spesso colpito da cancro gastrico che sovente tende a entrare in differenziale con l'ulcera peptica, soprattutto per quanto riguarda le forme early a pattern IIc (lievemente escavate) e advanced a pattern II (fungoide) o III (crateriforme). In questo caso, già il gastroscopista può intuire la natura della lesione senza attendere il referto anatomopatologico tenendo conto che:
-L'ulcera ha un letto pulito, il cancro presenta necrosi ed emorragia
-L'ulcera presenta le pliche disposte "a cerchio di bicicletta" attorno ad essa, il cancro no
-L'ulcera ha bordi regolari, soffici e pianeggianti. Il cancro tende ad avere bordi irregolari, duri e lievemente rialzati.
-L'ulcera solitamente si situa sulla piccola curva, il cancro sulla grande curva.
La presenza di un cancro facente massa in sede antrale è tipica dell'istotipo intestinale che tende a presentarsi per lo più in questa sede